# 군청 소재지
군청 소재지(郡廳所在地)는 행정 구역 군의 중심지이다.

## 대한민국
대한민국에서는 군의 기초 자치 단체의 중심이 되는 곳을 군청 소재지라고 부르고 있다. 대부분의 경우 군청 청사의 주소지는 해당 군에 있다. 그런데 예전에는 군청의 주소지가 해당 군이 아닌 다른 행정 구역인 경우가 여럿 있다. 그렇게 불일치한 경우 가운데 거의 모든 군청 청사가 해당 군으로 이전하였다. 2017년 12월 26일 울주군의 청사가 울산광역시 남구 옥동에서 청량면 율리로 이전함으로써, 2018년 1월 기준으로는 단 하나가 남았다. 인천광역시 옹진군청의 청사가 인천광역시 미추홀구 용현동에 있다.

## 미국·캐나다
미국과 캐나다의 대부분 지역에서는 행정 구역이 군(카운티)으로 되어 있어서 그 중심지를 카운티 시트(county seat)라고 한다. 미국 뉴잉글랜드 지방과 캐나다의 대서양 연안 주에서는 샤이어 타운(shire town)을 정식 명칭으로 하는 곳이 많지만, 그 지역에서도 일반적으로 카운티 시트로 불리고 있다. 루이지애나주에서는 카운티(county) 대신 사목구를 의미하는 패리시(parish)로 되어 있어서 패리시 시트(parish seat)라고 부른다. 알래스카주에서는 카운티(county) 대신 버러(borough)로 되어 있어서 버러 시트(borough seat)라고 부른다.

## 영국·아일랜드
영국의 잉글랜드와 웨일스, 아일랜드는 카운티 타운(county town)이라는 단어를 사용하고 있다. 영국의 스코틀랜드와 북아일랜드에서도 구어에서 카운티 타운을 사용하고 있지만, 현재 영국에서는 행정적인 의미에서 군이 사용되는 것은 아니다.